# 黑龙关镇
黑龙关镇，是中华人民共和国山西省临汾市蒲县下辖的一个乡镇级行政单位。

## 行政区划
黑龙关镇下辖以下地区：
黑龙关村、刘家庄村、邱家窑村、菩萨凹村、黄家庄村、碾沟村、西沟村、寨子村、化乐村、宋家沟村、黎掌村、武家沟村、前庄村、中朵村和肖家沟村。